# خطاب ستالين في 19 أغسطس 1939
يزعم أن جوزيف ستالين ألقى خطابًا، في 19 أغسطس 1939، على أعضاء المكتب السياسي، حيث من المفترض أنه وصف إستراتيجية الاتحاد السوفيتي عشية الحرب العالمية الثانية. وفقًا للاستراتيجية، سيكون تعزيز النزاعات في أوروبا مفيدًا للأجندة السوفيتية ويمكن أن يوفر توسعات إقليمية في المستقبل.
لا تزال تاريخية الخطاب موضع نقاش أكاديمي. الدليل الأكاديمي المعقول لهذا الخطاب الذي تم العثور عليه في العديد من المحفوظات ذات السمعة الطيبة تمت دراسته ونشره أكاديمياً، ولكن لم يتم إثبات أي دليل رسمي مباشر على اجتماع المكتب السياسي في 19 أغسطس 1939 أو تسليم الخطاب المقتبس. يمكن العثور على النسخة الروسية من الخطاب  في مركز الوثائق التاريخية للأرشيفات الخاصة السابقة للاتحاد السوفيتي. كانت الخطب التي أُلقيت سراً شائعة في ذلك الوقت، حيث كان المكتب السياسي هيئة مغلقة وسرية.

## ملخص الوثائق
في المادة المصدر المتاحة للمؤرخين، يروى أن ستالين كان يتوقع أن الحرب ستكون أفضل فرصة لإضعاف كل من الدول الغربية وألمانيا النازية، وجعل ألمانيا مناسبة ل «السوفيتية». هناك أيضًا توقعات بالتوسع الإقليمي المحتمل لدول البلطيق وفنلندا وبولندا، وذلك بموافقة القوى الغربية أو ألمانيا.
اقترح المؤرخون الذين درسوا هذه الوثائق أنه في حالة حدوث مثل هذا الخطاب، والذي يعتبر عادةً معقولاً ولكنه غير مثبت، فإن هذا الرأي ربما يكون قد شكل الأساس لميثاق عدم الاعتداء النازي - السوفيتي الموقّع في عام 1939، والمعروف باسم حلف مولوتوف-ريبنتروب، الذي تم التوقيع عليه بعد أربعة أيام فقط في 23 أغسطس 1939.

## مصدر المواد والجدول الزمني

### نشر لأول مرة في عام 1939
نُشرت النسخة الأولى من هذا الخطاب، جزئيًا، في 28 نوفمبر 1939، في جريدة Le Temps بباريس بواسطة وكالة الأنباء هافاس. منذ ذلك الحين، تم تداول العديد من الإصدارات، متفاوتة في المحتوى.

### ستالين ينفي الخبر فيبرافدا
في برافدا في 30 نوفمبر 1939، يوم اندلاع الحرب الشتوية، سئل ستالين عن رأيه بشأن تقرير "الخطاب" المزعوم "الذي أدلى به ستالين إلى المكتب السياسي في 19 أغسطس"، والذي قيل إنه قد عبروا عن اعتقادهم بأن الحرب يجب أن تستمر لأطول فترة ممكنة، بحيث يتم استنفاد المتحاربين". صرح ستالين بأن هذا كان تأكيدًا غير صحيح، ونقلت عنه برافدا قوله:
1. لا يمكن إنكار أن فرنسا وإنجلترا هي التي هاجمت ألمانيا وبالتالي فهي مسؤولة عن الحرب الحالية؛
2. أن ألمانيا قدمت مقترحات لسلام إلى فرنسا وإنجلترا، وهي مقترحات يدعمها الاتحاد السوفيتي على أساس أن الإنهاء السريع للحرب سيخفف من وضع جميع البلدان والشعوب؛
3. أن الدوائر الحاكمة في إنجلترا وفرنسا رفضت بوقاحة مقترحات السلام الألمانية.

### كرر وأصالة القضايا
في عام 1994، نشرت الناشرة تاتيانا إس. بوشوييفا مرجعًا أرشيفيًا بسبب الخطاب في مقال نُشر في مجلة نوفي مير (رقم 12، 1994)، استنادًا إلى ما ادعت أنه النتائج الأخيرة في المحفوظات الخاصة السوفياتية لنص وفقًا لها تم تسجيلها من قبل أحد أعضاء الشيوعية الدولية الحاضرين في الاجتماع.
النص الأصلي الفعلي غير متاح حتى الآن. طبعت بوشوييفا أيضًا ترجمة روسية لإصدار متوفر باللغة الفرنسية. تسبب هذا في موجة أخرى من التكهنات حول هذه القضية. أغفل بوشوييفا الإشارة إلى أن سجل المحفوظات المشار إليه كان من المخزون المتعلق بوثائق الأركان العامة للجيش الفرنسي. [بحاجة لمصدر]

## التاريخ والجدل
ما إذا كان ستالين قد ألقى هذا الخطاب على الإطلاق، لا يزال موضع خلاف من قبل المؤرخين ولا يوجد أي دليل مقبول حتى الآن بالإجماع. وفقًا لكتاب فيكتور سوفوروف M-Day، ركز المؤرخون السوفيت بشكل خاص على إثبات عدم عقد اجتماع للمكتب السياسي في 19 أغسطس 1939. ومع ذلك، يذكر سوفوروف في كتابه أن المؤرخ العسكري الروسي ديمتري فولكوغونوف قد وجد دليلًا على أن الاجتماع قد انعقد بالفعل في ذلك اليوم.

### اقتباسات
1. ↑  (registered as f. 7, op. 1, d. 1223)
2. ↑  Carl O. Nordling, Did Stalin deliver his alleged speech of 19 August 1939? published by the Journal of Slavic Military Studies, 19:93-106, 2006 (Internet Archive). نسخة محفوظة 1 مايو 2020 على موقع واي باك مشين.
3. ↑  "Weeks quotes heavily from a speech which Stalin allegedly gave at a meeting of the Politburo on 19 August 1939 just prior to the conclusion of the Nazi-Soviet non-aggression pact. Stalin talked about playing off the French and British against the Germans, undermining the Western democracies and coming in at the end of a long war to spread world revolution (Appendix, pp. 171–173). Weeks should have thought this document too good to be true. He attributes its to Georgi Dimitrov's diary, but it is nowhere to be found there. In fact, it turned up in French military intelligence documents captured by the Red Army at the end of World War II. It is not clear whether the 'original' document, obtained by the French 2e Bureau, was written in French or in Russian.' On 28 November 1939 the Paris daily Le Temps first published a Havas despatch from Geneva quoting Stalin's comments. The story caused a 'sensation', according to Ya. Z. Surits, the Soviet polpred in Paris. Both Le Temps and Havas were semi-official government sources. Surits linked the release of the 'document' to domestic anti-communist politics." Unlike Weeks, Pons is more cautious in assessing the authenticity of Stalin's 'speech' (pp. 190–191). The forgery of Soviet government documents was good business prior to World War II. Weeks appears to be the last in a long line of buyers of such material, though surprisingly Pons also lends it some credibility. In a recent article the Russian historian Sergei Z. Sluch notes that the 'speech' has a long history and many variants, and he argues persuasively that it is a fake. Surely, Sluch writes, historians have enough legitimate materials to study without indulging in 'sensationalism' based on counterfeit documents." (Review: Soviet Foreign Policy in the West, 1936–1941: A Review Article Author(s): Michael Jabara Carley Reviewed work(s): Stalin and the Inevitable War, 1936–1941 by Silvio Pons Stalin's Other War: Soviet Grand Strategy, 1939–1941 by Albert L. Weeks Source: Europe-Asia Studies, Vol. 56, No. 7 (Nov., 2004), pp. 1081–1093)
4. ↑  The archive files location: Centre for the Preservation of Collections of Historical Documents, former Soviet Special Archives; fund 7, list 1, file 1223, in Russian: Центр хранения историко-документальных коллекций, бывший Особый архив СССР, ф. 7, оп. 1, д. 1223